# 韓国鉄道7300形ディーゼル機関車
7300形ディーゼル機関車（7300がたディーゼルきかんしゃ）は、韓国鉄道公社（旧鉄道庁）が保有する旅客用ディーゼル機関車。技術的仕様は7100形とほぼ同じであるが、客車の長大編成化の計画に伴い、重連運転が可能な総括制御回路の機能を有しており、83両が製作された。設計元のEMDでのモデル名はGT26CW-2である。一部は韓国の現代精工（当時、現社名：現代モービス、現事業：現代ロテム）で製造された。